# St. Johannes Baptist (Floß)

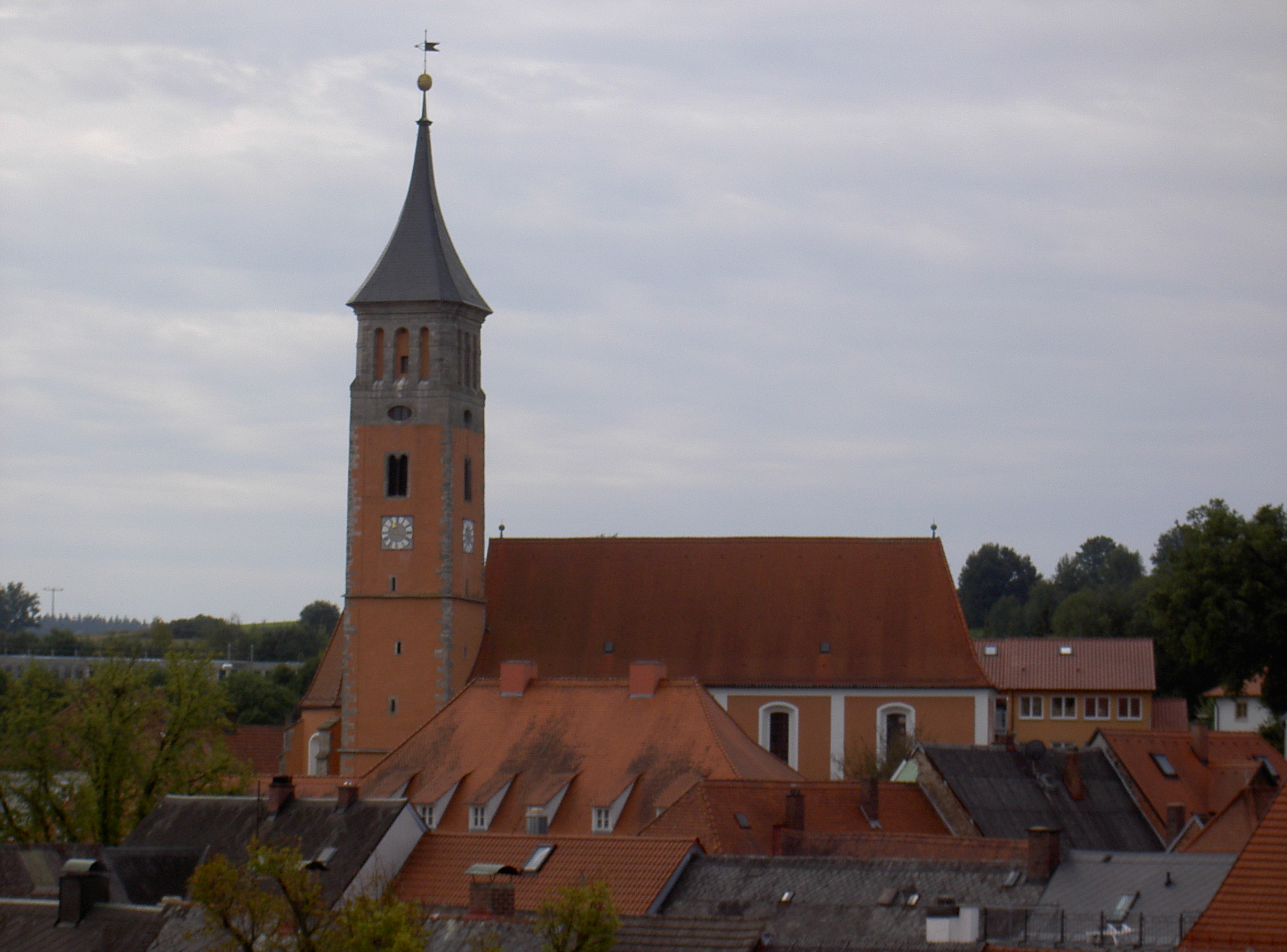
St. Johannes Baptist (Floß), evangelisch-lutherische Pfarrkirche

St. Johannes Baptist ist die evangelische Pfarrkirche des Marktes Floß in der nördlichen Oberpfalz. Teile der Kirche wurden wahrscheinlich bereits im 16. Jahrhundert erbaut; sie steht heute unter Denkmalschutz.
Sie wird auch „St. Johannes Baptista“ genannt.

## Geschichte
Die Geschichte der Kirche geht vermutlich zurück bis ins 16. Jahrhundert, nachweisbar an der Jahreszahl 1503, die am Südosteckpfeiler des Altarraums steht und auf dessen Entstehung hinweist. Das Langhaus entstand in weitgehend heutiger Form zwischen 1781 und 1783 (J. Martin Beer), der Kirchturm wurde 1826 aufgestockt. Im Jahr 1999 erhielt das gesamte Kirchengebäude einen neuen Außenanstrich.

## Ausstattung
Zu den ältesten Gegenständen im Inneren der Pfarrkirche gehört der Taufstein, der aus heimischen Granit gefertigt wurde und dessen Fuß und Schale spätgotische Formen aufweisen. Die reich verzierte Kanzel ist in dieser Form ebenso wie der Altar in der Mitte des 18. Jahrhunderts etwa um das Jahr 1740 entstanden. Unbekannte Künstler haben sie in der Rokokozeit besonders ausgeschmückt und mit Gold verziert; auf dem Schalldeckel befindet sich eine Statue von Johannes dem Täufer.
Der prächtige Hochaltar befindet sich in der Mitte des Chorraums und ist geschmückt mit Ornamenten, Engeln und dem Altarbild, das die Taufe Jesu durch den Kirchenpatron Johannes den Täufer darstellt. In den beiden Ecken des Altarraums zeigen zwei Figuren die Eltern Johannes des Täufers, Elisabet und Zacharias.
Die jetzige Orgel wurde am 28. Juni 1970 mit einem feierlichen Gottesdienst eingeweiht.